# Stir It Up: The Music of Bob Marley
 (juin 2025).
Si vous disposez d'ouvrages ou d'articles de référence ou si vous connaissez des sites web de qualité traitant du thème abordé ici, merci de compléter l'article en donnant les références utiles à sa vérifiabilité et en les liant à la section « Notes et références ».
Stir It Up: The Music of Bob Marley est le premier album « hommage » rendu par le pianiste jamaïcain Monty Alexander au chanteur et compositeur Bob Marley. L'artiste a ré-enregistré 11 titres extrait du répertoire du musicien reggae, en apportant la virtuosité et la vivacité du jazz à chaque interprétation.

## Pistes de l'album
1. Jammin' - 6:21
2. Kaya - 4:26
3. The Heathen - 5:25
4. Could You Be Loved - 5:42
5. Running Away (feat. Steve Turre) - 6:43
6. Stir It Up - 5:18
7. Is This Love? - 4:57
8. No Woman, No Cry - 6:13
9. Crisis - 6:09
10. I Shot the Sheriff (feat. Steve Turre) - 6:25
11. So Ja Seh - 6:53
12. Nesta (He Touched the Sky) - 3:00
13. Could You Be Loved (Extended Remix) (feat. Sly Dunbar) - 5:42

## Crédits
- Monty Alexander : piano, melodica
- Troy Davis : batterie
- J.J. Wiggins : basse
- Derek DiCenzo : guitare

Gumption Band :
- Glenroy Browne : production, basse
- Rolando Wilson : batterie
- Trevor McKenzie : basse
- Robert Angus : guitare
- Dwight Dawes : clavier
- Desmond "Desy" Jones : percussion

Invités :
- Steve Turre : trombone
- Sly Dunbar : batterie